# Допунска испитивања у медицини
Допунска испитивања у медицини, су медицинске процедуре, лабораторијски тестови, хируршке методе, обдукцијске процедуре итд. која се примењују у циљу постављања дијагнозе, откривања или искључивања узрока поремећаја или болести у организму човека, и од изузетног су значаја за даље лечење и праћење тока болести.

## Намена
Допунска испитивања у медицини се примењују за;
- Утврђивање дијагнозе болести
- Праћење или утврђивање напредка (опоравка) или погоршања здравља болесника у току лечења.
- За потврду или искључење неког стања или болести у организму (нпр; допинг тест може бити специфично медицинско испитивање којим се утврђује присуство одређеног лека у организму (нпр: дроге код наркомана) ).
- Утврђивање узрока смрти. Већина допунских медицинских испитивања се спроведи на живим особама, међутим, нек испитивања се обављају након смрти болесника (на посмртним остацима-обдукција) у циљу расветљавања узрока смрти.

## Врсте

### Основна испитивања
Нека допунска испитивања су једноставан објективни (физикалан) преглед (као део прегледа за утврђивање болести), свих медицинских специјалности, а нека део испитивања поједних специјалности. Обављају се применом једноставне медицинске опреме или само рукама лекара или другог медицинског особља и могу бити обављена у ординацији лекара опште праксе или специјалисте, у теренским условима или у стану болесника.

#### Врсте основних испитивања
- Објективан (физикалан) преглед;

Инспекција
Палпација
Перкусија
Аускултација, укључујући и слушање стетоскопом
- Мерење телесне тежине, висине и обима појединих делова тела.
- Мерење крвног притиска.
- Одређивање пулса.
- Ипитивање физиолошких и патолошких рефлекса.
- Ректални преглед.
- Вагинални преглед.
- Основни отоларинголошки преглед.
- Испитивање основних функција вида.

### Специфична испитивања
Нека друга допунска испитивања захтевају детаљану опрему, посебно опремљен простор, (нпр. хируршку салу), посебне услове, (нпр;температуру, влажност, стерилност, изолованост од светла и буке) итд.
Неки специфична испитивања захтевају узорковање ткива или телесних течности, у ординацији, просторији за интервенције, хирурушкој сали или болесничкој соби, (крв, лимфа, столица итд) а њихова обрада се врши у специјализованим лабораторија за анализу. Нека једноставна хемијска испитивања, као што су мерење pH мокраће или шећера у крви може се изводити у ординацији лекара или болесничкој соби.

#### Врсте специфичних испитивања
Допунска испитивања у медицини, за живота болесника;
- инвазивна,
- минимално инвазивна
- неинвазивна.

Допунска испитивања у медицини, након смрти болесника;
- патоанатомска обдукција (има за циљ утврђивања врсте болести од које је боловао болесник и непосредни узрок смрти.
- судско-медицинска обдукција (обавља се код насилне смрти, и има за циљ да утврди непосредни узрок њеног настанка).

## Карактеристике испитивања

### Квалитет и веродостојност
Сва допунска медицинска испитивања морају да поседују одређени квалитет (прецизност) и веродостојност (тачност, поузданост) што умногоме зависи од опремљености дијагностичком опремом, стручности особља и доктринарног спровођења свих прописаних мера и поступака за свако специфично испитивање. Зато у свакој установи - лабораторији мора да постоји стална контрола и процена квалитета, коју мора да прати редовно сервисирање и баждарење опреме и апарата. Одређена испитивања захтевају и строго поштовање мера стерилности и антисепсе.
- Тачност испитивања је права (тачна) вредност добијеног резултата. Тачност умногоме зависи од подешености (калибрације) лабораторијске опреме али и од квалитета употребљеног потрошног материјала, обучености особља и сталног учешћа спољне контроле квалитета прописаних процедура и програма.
- Прецизност је мера репродуктивности неког испитивања чији резулати су истоветни при сваком понављњу на истом узорку. Непрецизно испитивање је оно које карактерише широки распон резултата при поновљеним мерењима. Прецизност се прати у лабораторији применом контроле материјала и начина извођења испитивања.

### Резултати испитивања
Резултати испитивања могу бити позитивни или негативни: Ово нема никакве везе са добром или лошом прогнозом болести, већ означава да је испитивање успешно или неуспешно извршено, и да је неки параметар који је процењиван био присутан или не. На пример: негативна радиографија неког уда искључује прелом костију угануће и ишчашење зглобова (што је у ствари врло позитивно за пацијента, и од изузетног значаја за лекара код утврђивања дијагнозе и начина даљег лечења).

### Bayesian-ова вероватноћа и успешности
Остале карактеристике испитивања укључују:
- осетљивост
- специфичност
- позитивну предиктивну вредност
- негативну предиктивну вредност
- лажно позитивни резултат
- лажно негативани резултат
- резултат на нивоу поузданости
- резултат је поуздан након провере (ретеста)

## Значај
Допунска медицинска испитивања имају изузетан значај за лекара и правилно утврђивање болести и даљи ток лечења, јер патолошки налаз испитивања објашњава узроке бројних симптома. За разлику од патолошких, нормални резултати испитивања могу да имају значај у уверавању пацијената да код њега није присутна озбиљна болест, што чак може смањити број накнадних симптома. Правилно тумачење могућег нормалног резултата испитивања пре само испитивања такође може смањити број накнадних симптома.
Недостатак адекватног образовања о значењу резултата испитивања (посебно релевантих резултат испитивања који су можда случајни и неважни за тренутни налаз) може изазвати повећање симптома код болесника. Поред тога, медицинско особље мора водити рачуна о правилном избору и неопходности неких испитивања, јер се на тај начим избегава беспотребно „малтретирање“ болесника и значајно смањују трошкови испитивања и касније непотребно праћење а можда чак и непотребно лечење „случајних“ налаза .

## Врсте допунских испитивања
| Врсте                             | Подврсте |
| --------------------------------- | --- |
| Пропедевтика                      | • Аускултација • Инспекција • Палпација • Перкусија • Мерење телесне температуре - Мерење крвног притиска |
| Лабораторијске анализе            | • Анализе мокраће • Анализе столице • Анализе пљувачке • Анализе крви - Анализа косе и длака • ДНК анализе • Анализе хормона • Анализе на ХИВ - Анализе на вирусни хепатитис • Одређивање крвних група - Одређивање фактора крварења и коагулације крви • Анализе лекова у крви и мокраћи - Антидопинг тест • Токсиколошке анализе •                      |
| Електродијагностика               | • Електрокардиографија • Електроенцефалографија • Електромионеурографија - Електрокортикографија • Електромиографија • Електронеурографија - Електронистагмографија • Електроокулографија • Реографија - Електроретинографија • Евоцирани потенцијали • Холтер ЕКГ                                                                                        |
| Ендоскопија                       | • Колоноскопија • Колпоскопија • Цистоскопија - Гастроскопија • Лапароскопија - Сигмоидоскопија • Ректоскопија • Ендоскопска риноскопија • Артроскопија - Бронхоскопија • Хистероскопија • Фалопоскопија • Фетоскопија - Амниоскопија • Торакоскопија • Медијастиноскопија • Епидуроскопија - Скопија карпалног тунела • Езофагоскопија • Проктоскопија • |
| Ангиографија                      | • Аортографија • Церебрална ангиографија • Коронографија - Лимфангиографија • Плућна ангиографија • Вентрикулографија • |
| МРТ                               | • Дифузијона оптичка томографија • Дифузијона-спектрална томографија - Дифузијона векторска томографија • Функционална магнетна резонанца |
| Ултрасонографија                  | • Гинеколошка ултрасонографија • Акушерска ултрасонографија - Кардиолошка ултрасонографија • Гастроентеролошка ултрасонографија - Уролошка ултрасонографија • Транскранијална ултрасонографија - Ултрасонографија каротида врата • Веносонографија • Тромбосонографија - Веносонографија • Контрастна ултрасонографија                                    |
| Испитивања у офталмологији        | • Одређивање оштрине вида • Периметрија • Офталмоскопија • Тонометрија • |
| Испитивања у оториноларингологији | • Предња и задња риноскопија • Отоскопија • Тонална аудиометрија • Ромбергов тест - Нистагмографија • Ларингоскопија • Купулометрија • Пендулометрија • |
| Испитивање плућних функција       | • Спирометрија • Гасне анализе • |
| Патохистолошка испитивања         | |
| Микробиолошка испитивања          | • Уринокултура • Копрокултура • Брис грла • Брис носа • Брис уретера • Брис ране • |
| Тестови реактивне хиперемије      | • Проба хладном водом (Колд тест) • Дермотермометрија • Осцилометрија - Плетизмографија • Калорични тест • Капилароскопија • |
| Радиографија                      | • Мамографија • Дискографија • Миелографија • Краниографија • Ангиографија - Коронографија |